# 林奕華 (香港)
林奕華（英語：Edward Lam，1959年3月17日—），生於香港，是一位舞台劇、電影、電視劇的導演、編剧，也是作家，同時亦擔任電視節目的主持人。

## 經歷
林奕華早年在九龍城東寶庭道居住，曾就讀民生書院小學（幼稚園至小三）、新法書院小學部太子道分校（小四至小六）、佛教黃鳳翎中學（中一）、桃園市私立光啟高級中學（中二）和華南中學（中二）。之後畢業於玫瑰崗學校中學部（中二至中五）。再在聖類斯中學（夜間部）重讀一年中五年級。
自1975年開始他分別在麗的電視（亞洲電視前身）及電視廣播有限公司擔任兼職編劇。在擔任兼職編劇期間，被當時擔任香港無線電視製作部經理的香港著名文化人甘國亮發掘，1978年正式加入香港無線電視成為全職編劇至1982年離開，因此林奕華一直視甘國亮為師傅。畢業後與友人組成前衛劇團「進念．二十面體」。
1989年至1995年在倫敦居住，期間組成「非常林奕華舞蹈劇場」，先後在倫敦、布魯塞爾、巴黎、香港發表舞台創作。1994年憑《紅玫瑰白玫瑰》（關錦鵬導演）獲台灣金馬獎最佳改編劇本。1995年回港後致力推動舞台創作，編導了超過40齣作品，並與不同媒體、不同城市的藝術家及團體合作。1995年獲香港藝術家年獎，2005年獲頒授「民政事務局局長嘉許獎」。
他自1997年至今分別為香港大學通識教育、香港浸會大學人文素質教育課程、香港演藝學院人文學科擔任講師。亦經常替香港、北京、廣州的報章雜誌撰寫文章，曾出版的著作為《等待香港》及《娛樂大家》系列（女人篇、青春篇、娛樂篇、文化篇）。
林奕華同時也是一位公开的同性恋者，曾於1989年在香港藝術中心策劃了第一屆的「香港同志電影節」，其後更當了該影展九年總監。
與同是香港文化人的邁克曾是好友，而邁克亦有參與林奕華的舞臺劇製作，如在《張愛玲，請留言》中任文本顧問及為《半生緣》中的歌曲填詞。
2008-2009年在香港電台 (同羅曼穎女主持) 擔任 給電影的情書 節目主持人 。
2021年8月19日在西九文化區自由空間籌備自己策劃9月份的舞台劇。

## 作品

### 電視編劇
- 《世界名劇選：彌》（1976年，無線電視）
- 《職業女性：女演員》（1977年，麗的電視）
- 《職業女性：女教師》（1977年，麗的電視）
- 《職業女性：模特兒》（1977年，麗的電視）
- 《愛情故事》（1977年，麗的電視）
- 《追族》（1978年，麗的電視）
- 《強人》（1978年，無線電視）
- 《甜姐兒》（1978年，無線電視）
- 《孖生姊妹》（1978年，無線電視）
- 《執到寶》（1980年，無線電視）
- 《神女有心》（1982年，無線電視）

### 舞台劇
- 《教我如何愛四個不愛我的男人》（1989年、1990年）
- 《男更衣室的四種風景》（1991年、1994年）
- 《我所知道的悲慘世界－為甚麼男人不相信眼淚》（1993年）
- 《我要活下去之八十日環遊悲慘世界》（1995年）
- 《男裝帝女花》（1995年、1996年）
- 《斷章記－訪他媽的問》（1995年）
- 《鹹濕使徒行傳》（1996年）
- 《中國旅程》（1997年、1998年）
- 《幸運曲奇之三國演義》（1997年）
- 《兒女英雄傳》（1997年、1999年）
- 《愛的教育》（1997年、1998年）
- 《行雷閃電》（1999年）
- 《我X學校（Ideal School）》（2000年）
- 《張愛玲，請留言》（2002年）
- 《十八相送—十八個與愛人分手的故事》（2002年）
- 《快樂王子》（2003年）
- 《東宮西宮》系列（2003年，與胡恩威合作，探討香港政制發展。）
- 《半生緣》（2004年）
- 《行雷閃電》（2004年）
- 《戀人絮語》（2005年）
- 《情場如商場 - 班雅明做愛計劃》（2005年）
- 《萬世歌王》（2006年）
- 《包法利夫人們》（2006年）台灣誠品書店合作推出誠品春季舞臺－包法利夫人們：名媛的美麗與哀愁（2007年）
- 《水滸傳 - What Is Man ?》台灣兩廳院合作中國四大名著經典系列-1（2006年）
- 《西遊記 - What Is Fantasy ?》台灣兩廳院合作中國四大名著經典系列-2（2007年）
- 《萬千師奶賀台慶》（2007年）
- 《華麗上班族之生活與生存》（2008年）
- 《男人與女人之戰爭與和平》（2009年）
- 《命運建築師之遠大前程》（2010年）
- 《紅娘的異想世界之在西廂》（2011年）
- 《賈寶玉》（2011年）
- 《三國-WHAT IS SUCCESS ?》台灣兩廳院合作中國四大名著經典系列-3（2012年12月28~31日在台灣國家戲劇院首演）
- 《兩男關係》(2012)
- 《恨嫁家族》（2014-2015年）
- 《梁祝的繼承者們》（2014-2015年）
- 《紅樓夢 - What Is Sex ?》台灣兩廳院合作中國四大名著經典系列-4（2014-2015年）
- 《心之侦探 - 有一种关系叫华生与福尔摩斯》（2016年）
- 《机场无真爱》（2017年）
- 《聊斋 - Why We Chat？》（2017-2018年）
- 《時老師自修室》(2019)
- 《深夜書店之一千零一夜》(2020)
- 《一個人邀請︰人約吉場後》(2020)
- 《一個人的一一》(2021)
- 《寶玉，你好》(2021)

### 電視節目主持
- 《我愛你愛電視劇》（2006年4月22日開始，逢星期六21:00—21:30，香港電台第二及五台）

#### 已終止的節目
- 《拖男帶女 Love Actually 之 非常林奕華部分 》（香港電台第2台）
- 《文字影院II》（TeenPower，與深雪主持，2005年4月10日－2005年7月3日）

### 著作

#### 陳米記出版
- 27.01.97-30.09.97 （1997年)
- a/s/l age/sex/location (1999年)
- 林奕華的戲劇世界 (2000年1月26日)
- Edward Lam on Love (2002年)
- Edward Lam on Cinema (2002年)

#### 等待香港（2005年）
- 青春篇
- 文化篇
- 女人篇
- 娛樂篇

#### 娛樂大家（2008年）
- 電影篇
- 電視篇
- 明星篇
- 文化篇

#### 惡之華麗（2011年）
- 文化人何苦難為文化人
- 惱人電影
- 我的情敵是社會
- 明星不再住在這裏

#### 獨立
- 是《輪流傳》不是《輪流轉》：香港電視劇的流水落花春去也（2013年）
- 是銀幕不是熒幕，是放映不是播映：當女明星還是大女明星（2014年）

## 資料來源
- 香港電台《我愛你愛電視劇》節目網頁 （页面存档备份，存于）

### 註腳
1. ↑  . 香港蘋果日報. 7月14日  [2018-04-20]. （原始内容存档于2019-06-03）.
2. ↑  . 主場新聞. 5月16日  [2018-04-20]. （原始内容存档于2019-06-08）.

## 外部連結
- 非常林奕華 （页面存档备份，存于）（由林奕華所創立的劇團官方網站）
- Edward Lam的Facebook專頁
- Edward Lam的Facebook專頁
- 非常林奕華的新浪微博（简体中文）
- YouTube上的非常林奕華頻道
- 非常林奕華的新浪博客
- 非常林奕华舞台剧恨嫁家族的新浪微博
- 非常林奕華《水滸傳》《西遊記》台灣國立中正文化中心官方部落格
- 《水滸傳》台灣宣傳片 （页面存档备份，存于）
- 《西遊記》台灣30秒宣傳短片曝光! （页面存档备份，存于）
- 張孝全 演 水滸傳公視片段 （页面存档备份，存于）
- 林奕華：記憶關海山 （页面存档备份，存于）
- 林奕華：師奶兵團陷香港 （页面存档备份，存于）
- 林奕華 in pinkwork （页面存档备份，存于）（聲音和影像）